# Protodictya brasiliensis
Protodictya brasiliensis är en tvåvingeart som först beskrevs av Ignaz Rudolph Schiner 1868.  Protodictya brasiliensis ingår i släktet Protodictya och familjen kärrflugor. Inga underarter finns listade i Catalogue of Life.